# Поляруш Ігор Анатолійович
Ігор Анатолійович Поляруш (8 жовтня 1944, Київ — 16 серпня 2024, Київ) — український композитор. Заслужений діяч мистецтв України (1999).

## Життєпис
Народ. 8 жовтня 1944 р. у Києві в родині диригента.
Закінчив Київську консерваторію (1972, клас А. Штогаренка).
З 1978 р. працював музичним редактором на студії «Укркінохроніка». Писав музику для кіно.
Член Національної Спілки кінематографістів України.
Помер на 80-му році життя 16 серпня 2024 року.

## Фільмографія
Автор музики до фільмів:
- «Подарунок» (1988, т/ф)
- «Катерина»
- «Селянська доля»
- «Усім нам смерть судилась зарання» (1991)
- «Людське щастя» (1992, т/ф)
- «В пошуках мільонерки» (1993)
- «Місяцева зозулька» (1993, т/ф, 5 с)
- «Ленін у вогненному кільці» (1993)
- «Богдан Хмельницький» (1996)
- «Рогатин» (2001)
- «Польові випробування української вдачі» (2011, док. фільм; брав участь у кінострічці) тощо.